# NGC 208
NGC 208 este o galaxie spirală situată în constelația Peștii. A fost descoperită în 5 octombrie 1863 de către Albert Marth.